# Yu Xinyuan
Yu Xinyuan (chiń. 于欣源; pinyin Yú Xīnyuán; ur. 13 lutego 1985 w Pekinie) – chiński tenisista.

## Kariera tenisowa
Xinyuan wielokrotnie wygrywał zawody z cyklu ITF Men's Circuit w grze pojedynczej i grze podwójnej.
W 2006 roku wywalczył brązowy medal podczas igrzysk azjatyckich w Dosze w grze mieszanej, w parze z Sun Tiantian.
W 2008 roku uczestniczył w igrzyskach olimpijskich w Pekinie, odpadając z rywalizacji singlowej i deblowej w I rundzie.
W latach 2004–2008 Xinyuan reprezentował Chiny w Pucharze Davisa grając łącznie w 21 meczach, z których w 13 zwyciężył.
W rankingu gry pojedynczej Xinyuan najwyżej był na 389. miejscu (10 lipca 2006), a w klasyfikacji gry podwójnej na 136. pozycji (3 listopada 2008).